# Les Rois de l'exploit
Les Rois de l'exploit est une revue de l'éditeur de petit format Aventures & Voyages qui a eu 75 numéros de juin 1973 à décembre 1989. Cette revue fut trimestrielle jusqu'au no 51, puis bimestrielle jusqu'à la fin. Elle eut 164 pages jusqu'au no 16 avant de passer aux traditionnelles 132 pages. Elle publiait des récits sportifs auxquels se mêlait parfois une dose d'humour, le plus souvent d'origine britannique.

## Les séries
- Al Humett (Fred Baker & Douglas Maxted) : no 22 à 32
- Albert la Crevette (Donne Avenell & Tom Kerr) : no 1 à 7
- Barry et Boing (Mario Capaldi) : no 6 à 15
- Boy Cross : no 68, 69
- Buster : no 61 à 67
- Capt'ain Vir-de-Bor (Michel-Paul Giroud) : no 23
- Footballeur malgré tout (Francisco Solano Lopez studio)
- Galax (Roger Lécureux & Annibale Casabianca) : no 26
- Genix : no 1 à 4
- Immortel Andy : no 41 à 49
- La bande des Quatre : no 33 à 49
- Le Grand circuit des îles (Mario Basari & Carlo Boscarato) : no 20 à 21
- Le Sorcier du Foot (Francisco Solano Lopez (studio)) : no 29 à 33
- Les As du sport : no 10 à 28
- Martin et sa Gudule (Fred Baker) : no 16 à 75
- Michel Vaillant (Jean Graton) : no 69 à 74
- Milord Lariflette (Fred Baker & Douglas Maxted) : no 1 à 9
- Rallye sauvage : no 66, 67
- Skid Solo : no 75
- Sur deux roues (Mike Western) : no 50 à 75
- Ted Carter : no 64, 65
- Tornado Jones (Richard Jennings) : no 70 à 75
- Twisty (Barrie Mitchell) : no 33 à 40
- Typhon Tracy (Mario Capaldi, Geoff Campion) : no 75
- Tête de Mule : no 8 à 19
- William Wilson : no 50 à 59

## Les Rois de l'Exploit Spécial
Douze numéros de juillet 1986 à février 1990.

### Les séries
- L'Homme de Cromagnon : no 1, 3
- Le Gagneur : no 4
- Le roi de la piste
- Le sorcier du tennis
- Les anges d'Archie : no 6 à 8
- Les As de Sludgemouth (Douglas Maxted) : no 7 à 11
- Les héros de Wustlehurst (Francisco Solano Lopez)
- Mister Wakefiled : no 1, 3
- Smash et revers : no 11
- Speedboy : no 1